# Міхал Мчедлішвілі
Міхал Мчедлішвілі (груз. მიხეილ მჭედლიშვილი; нар. 4 червня 1979) – грузинський шахіст, гросмейстер від 2002 року.

## Шахова кар'єра
На міжнародних турнірах почав досягати успіхів після розпаду Радянського Союзу. У 1993 – 1999 роках представляв Грузію чемпіонатах світу (тричі) та Європи серед юнаків (чотири рази), найвищого успіху досягнув у 1997 році в Таллінні, де здобув звання чемпіона Європи до 18 років. 1995 року представляв команду країни на олімпіаді серед юнаків (до 16 років), здобувши дві медалі: золоту (в особистому заліку на 2-й шахівниці), а також срібну (у командному заліку). 
У 2007 році у Аяччо посів 5-те місце на чемпіонаті Європи з бліцу.
Досягнув таких успіхів на міжнародних турнірах:
- поділив 2-ге місце в Вайшенфельді (2005, позаду Пітера Веллса, разом з Георгом Маєром),
- поділив 1-ше місце в Адані (2006, разом із, зокрема, Валер'яном Гапріндашвілі i Георгієм Багатуровим),
- поділив 2-ге місце в Баку (2006, позаду Шахріяра Мамедьярова, разом з Вадимом Малахатьком, Дарменом Садвакасовим, Ніджатом Мамедовим i Ельдаром Гасановим),
- поділив 3-тє місце в Дірені (2006, позаду Фрісо Нейбура i Алона Грінфельда, разом із, зокрема, Еріком Ван Дер Дулом),
- поділив 1-ше місце в Ла Лагуні (2007, разом з Атанасом Колевим, Гавейном Джонсом i Бояном Кураїцою),
- посів 2-ге місце в Гілверсумі (2007, позаду Гампі Конеру),
- поділив 3-тє місце в Кальвії (2007, позаду Віктора Михалевського i Кевіна Спрагетта, разом із, зокрема, Юрієм Кузубовим, Радославом Войташеком i Емануелем Бергом),
- поділив 1-ше місце в Гілверсумі (2008, разом з Анішем Гірі),
- поділив 1-ше місце в Леросі (2009, разом з Євгеном Мірошниченком),
- поділив 2-ге місце в Тбілісі (2009, позаду Баадура джобави, разом із, зокрема, Валерієм Невєровим, Наною Дзагнідзе i Михайлом Кобалією),
- поділив 1-ше місце в Коломбо (2009, разом з Владіміром Гергієвим),
- поділив 1-ше місце в Кесон-Сіті (2009, разом з Ехсаном Гаемом Магамі),
- поділив 1-ше місце в Ташкенті (2012, Меморіал Георгія Агзамова, разом з Максимом Туровим i Антоном Філіпповим).

Неодноразово грав за збірну Грузії на командних змаганнях, зокрема:
- чотири рази на шахових олімпіадах (2002, 2008, 2010, 2012)[2],
- на командному чемпіонаті світу (2005)[3],
- сім разів на командних чемпіонатах Європи (1999, 2001, 2003, 2005, 2009, 2011, 2013); медаліст: у командному заліку – бронзовий (2003)[4].

Найвищий рейтинг Ело дотепер мав станом на 1 серпня 2012 року, досягнувши 2659 пунктів, посідав тоді 91-ше місце в світовій класифікації ФІДЕ, водночас посідав 2-ге місце (позаду Баадура Дробави) серед грузинських шахістів.

## Зміни рейтингу
| На цьому місці має відображатися графік чи діаграма, однак з технічних причин його відображення наразі вимкнено. Будь ласка, не видаляйте код, який викликає це повідомлення. Розробники вже працюють для того, щоби відновити штатне функціонування цього графіка або діаграми. | |
| | На цьому місці має відображатися графік чи діаграма, однак з технічних причин його відображення наразі вимкнено. Будь ласка, не видаляйте код, який викликає це повідомлення. Розробники вже працюють для того, щоби відновити штатне функціонування цього графіка або діаграми. |